# Kjeldahl-Kolben

Schnitt eines Kjeldahl-Kolbens

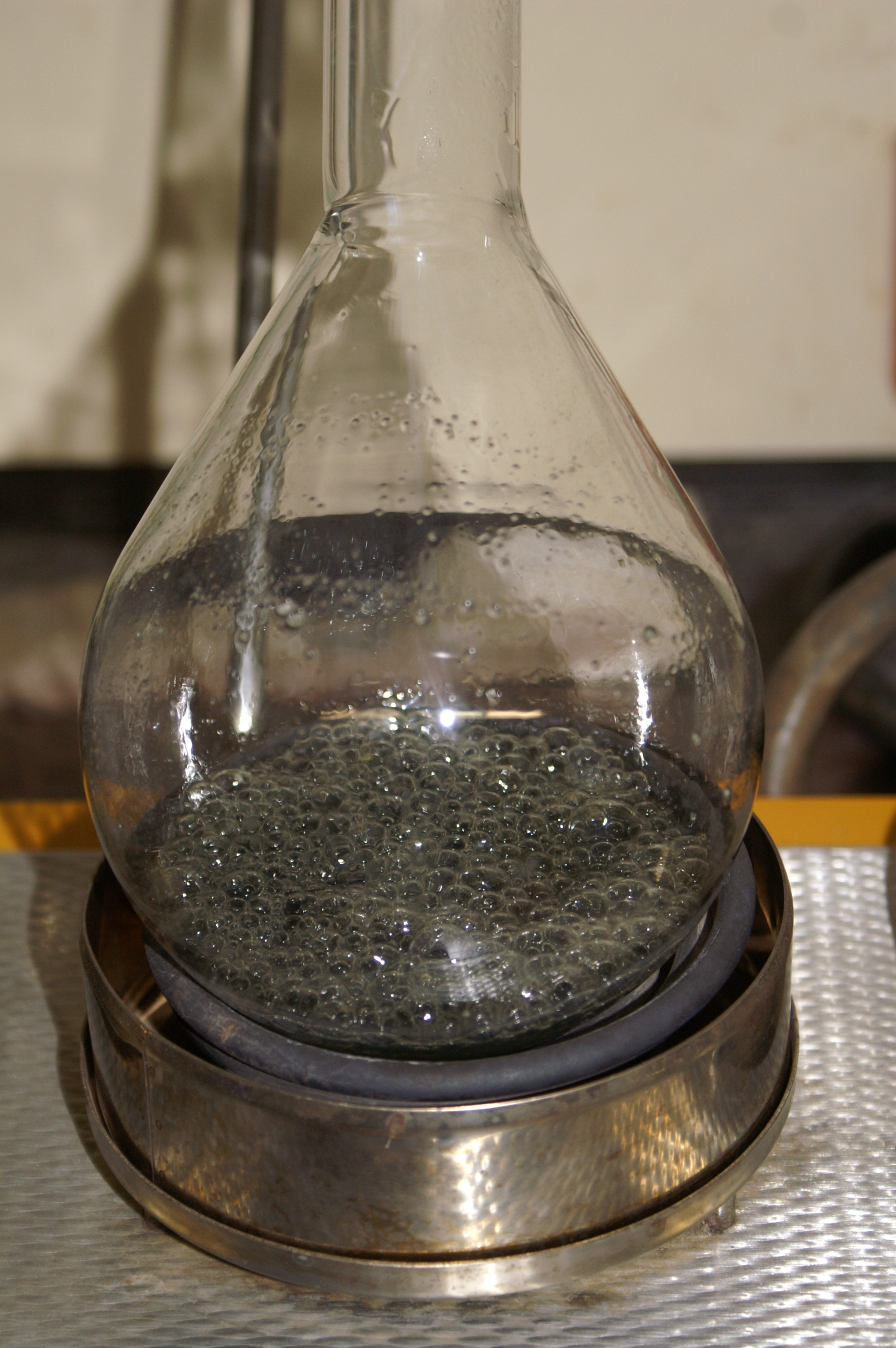
Kjeldahl-Kolben mit einer Gülleprobe in kochender Schwefelsäure zur Bestimmung von Gesamtstickstoff

Der Kjeldahl-Kolben ist ein langhalsiger, birnenförmiger  Rundglaskolben, der auch mit einem Normschliff ausgestattet sein kann.  Er wurde nach dem dänischen Chemiker Johan Kjeldahl (1849–1900) benannt, der ihn als Hilfe für nasse Aufschlüsse, z. B. zur Vereinfachung der ebenfalls nach ihm benannten Methode zur Stickstoffbestimmung konstruierte. Der Kjeldahl-Kolben dient anschließend auch zur  Destillation organischer Substanzen für analytische Zwecke. Beim Heizen wird der Kolben schräg gehalten.
Die Fertigung der  Kjeldahl-Kolben erfolgt in Anlehnung an die DIN 12 360.